# Tichá dolina (Podtatranská brázda)
Tichá dolina je dolina v Podtatranské brázdě, odděluje masiv Tvrdošínské Magury (1 231,7 m n. m.) v Skorušinských vrších na severu od geomorfologického podcelku Osobitá v Západních Tatrách.
Dolinou protéká řeka Oravice na svém horním toku, dolina probíhá ve směru východ-západ od státní hranice s Polskem zhruba k soutoku Oravice s Juráňovým potokem.
Z Oravice vede ke horárni v Tiché dolině červeně značený bezbariérový turistický chodník, vhodný pro lidi se sníženou pohyblivostí a imobilní. Má délku 3,4 km, jeho povrch je asfaltový,  no i tak se vozíčkářům doporučuje doprovod. 